# Брандшајд (Вестервалд)
Брандшајд (њем. Brandscheid) општина је у њемачкој савезној држави Рајна-Палатинат. Једно је од 192 општинска средишта округа Вестервалд. Према процјени из 2010. у општини је живјело 490 становника. Посједује регионалну шифру (AGS) 7143213.

## Географски и демографски подаци
Брандшајд се налази у савезној држави Рајна-Палатинат у округу Вестервалд. Општина се налази на надморској висини од 420 метара. Површина општине износи 3,0 km². У самом мјесту је, према процјени из 2010. године, живјело 490 становника. Просјечна густина становништва износи 162 становника/km².